# Euplectrus brevicarinatus
Euplectrus brevicarinatus är en stekelart som beskrevs av Zhu och Huang 2003. Euplectrus brevicarinatus ingår i släktet Euplectrus och familjen finglanssteklar.
Artens utbredningsområde är Taiwan. Inga underarter finns listade i Catalogue of Life.